# Trenčianske Stankovce
Trenčianske Stankovce ist eine Gemeinde im Okres Trenčín des Trenčiansky kraj im Nordwesten der Slowakei. Am 31. Dezember 2010 belief sich die Zahl der Einwohner auf 3157 Personen.

## Geographie

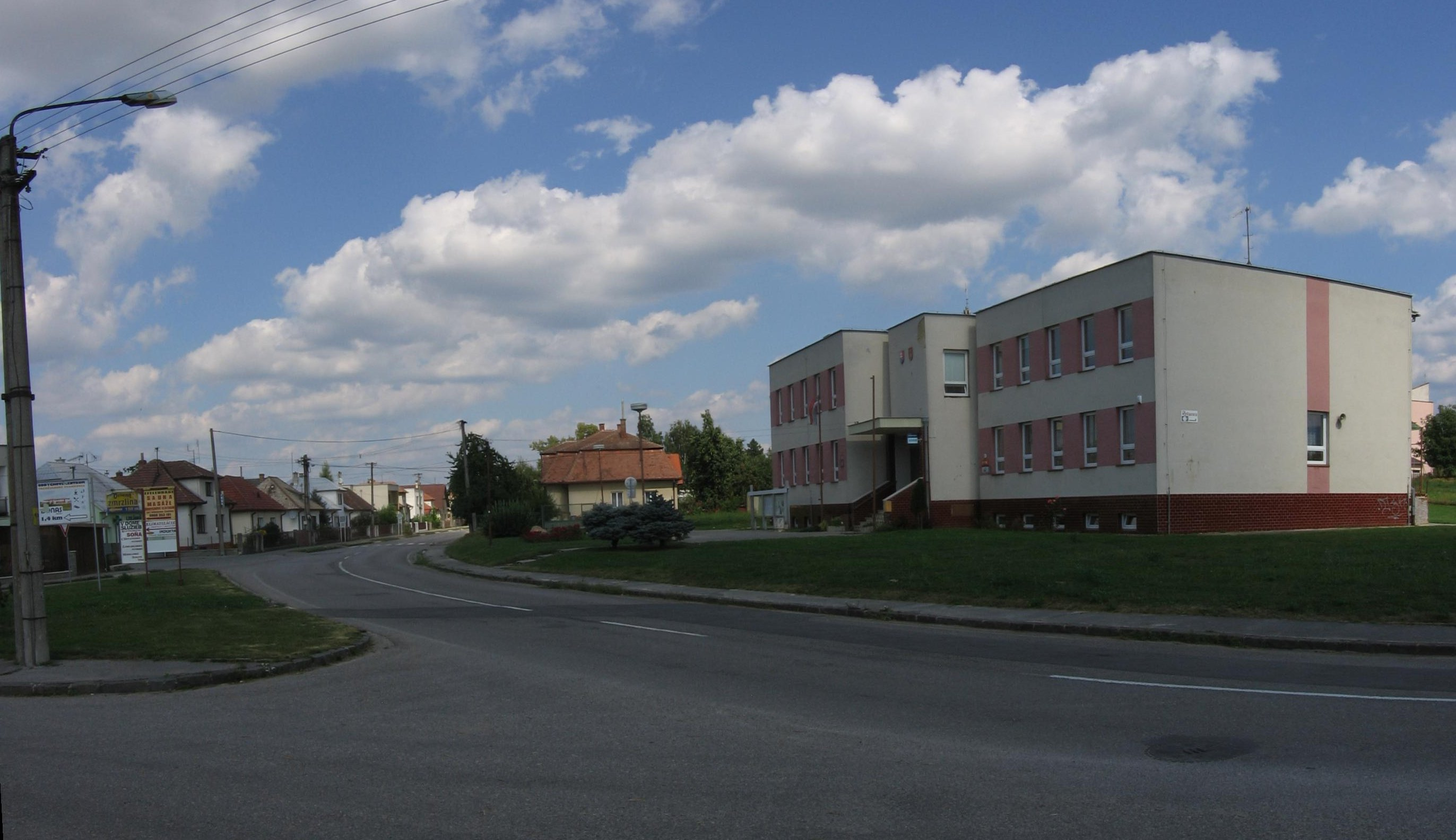
Straßenbild im Ort, rechts das Rathaus der Gemeinde

Die Gemeinde liegt im Považské podolie (Waagtal-Landschaft) am linken Ufer der Waag am Bach Selecký potok, unter dem Gebirge Považský Inovec, das sich südlich und südöstlich der Gemeinde erhebt. Trenčianske Stankovce liegt zehn Kilometer südlich der Regionalhauptstadt Trenčín an der Landesstraße 507, abseits der Hauptstraße 50.
Die Gemeinde gliedert sich in vier Gemeindeteile, die seit 1972 die heutige Gemeinde bilden: Malé Stankovce, Rozvadze, Sedličná und Veľké Stankovce.

## Geschichte
Das heutige Gemeindegebiet ist ein alter Siedlungsplatz, wie zum Beispiel in der Gemarkung Dlhé a Krátke Hradištia, die jedoch noch nicht vollständig untersucht ist.
Die Dörfer wurden im Mittelalter wie folgt zum ersten Mal erwähnt:
| Ortsteil        | Jahr | Als...           |
| --------------- | ---- | ---------------- |
| Malé Stankovce  | 1345 | possessio Stanuk |
| Rozvadze        | 1212 | terra Rozowag    |
| Sedličná        | 1403 | Sedlisna         |
| Veľké Stankovce | 1345 | possessio Stanuk |

Am Anfang des 15. Jahrhunderts teilte sich der bisher einige Ort Stankovce in zwei Teile: so ist 1410 der Ortsteil Malé Stankovce als Parva Stank und Ortsteil Veľké Stankovce 1439 als Noghstankouecz erwähnt.
Auch die Zugehörigkeit der einzelnen Ortsteilen ist sehr abwechselnd. Malé Stankovce blieb nach der Teilung weiterhin Besitz der Familie Stankov, deren Name ist vom slawischen Stanislav abgeleitet und nach dessen Aussterben zu weiter niederer Edelmanns-Familien. Veľké Stankovce geriet hingegen zum Herrschaftsgut der Trenschiner Burg und seit dem Ende des 16. Jahrhunderts bis zum Ende des Feudalismus dem Meierhof im Nachbarort Veľké Bierovce. Der Ortsteil Rozvadze war anfangs ein Gut der Grafen von Bösing, dann es kam zu den örtlichen Familien, Ende des 16. Jahrhunderts zur Trentschiner Burg, später unter der Verwaltung des Meierhofs in Veľké Bierovce, bis 1746, als ein Meierhof im Ort entstand. Nur der Ortsteil Sedličná gehörte die ganze Zeit der niederen Edelmännern.
In allen Dörfern war die Hauptbeschäftigung der Einwohner die Landwirtschaft und Fischerei, daneben auch in kleineren Maßen Forstwirtschaft und Handwerke.
Bis 1918 gehörten alle Orte im Komitat Trentschin zum Königreich Ungarn, danach kamen sie zur neu entstandenen Tschechoslowakei, bzw. heute Slowakei. 1972 erfolgte der Zusammenschluss in die heutige Gemeinde.

## Bevölkerung
| Jahr                | 1994 | 2004     | 2014    | 2024    |
| ------------------- | ---- | -------- | ------- | ------- |
| Anzahl der Personen | 2676 | 2998     | 3155    | 3404    |
| Unterschied         |      | +12,03 % | +5,23 % | +7,89 % |

| Jahr                | 2023 | 2024    |
| ------------------- | ---- | ------- |
| Anzahl der Personen | 3435 | 3404    |
| Unterschied         |      | −0,90 % |

## Personen
- Ján Lipský (1766–1826), slowakischer Kartograph